# Oleg Voukolov
 (mai 2011).
Si vous disposez d'ouvrages ou d'articles de référence ou si vous connaissez des sites web de qualité traitant du thème abordé ici, merci de compléter l'article en donnant les références utiles à sa vérifiabilité et en les liant à la section « Notes et références ».
Oleg Aleksandrovitch Voukolov (en russe : Олег Александрович Вуколов), né le 2 octobre 1933 à Piatigorsk, kraï de Stavropol, est un peintre russe contemporain. 

## Biographie
Élève à l’Institut Répine de peinture, sculpture et architecture de l’Académie des Beaux-Arts de Leningrad de 1953 à 1958, il effectue ses premières expositions en 1956 et devient membre de la formation artistique de Naltchik, dans la république autonome Kabardino-Balkarie en 1958 puis membre de l'Union des Artistes en 1964.
Membre de la Commission de l’Union des Artistes de l’URSS chargé du travail auprès des jeunes artistes peintres (1974), il dirige de 1975 à 1977 des groupes de jeunes peintres à la Maison de la Culture « Senech ». En 1979, il reçoit le Prix du Soviet de Moscou pour ses toiles : Les Amoureux, Le Nouveau Quartier et Deux Temps. Il participe aussi aux Biennales des Pays Baltes (Rostock, RDA) et expose Portrait Soviétique à Berlin et Portrait Sport aux États-Unis. 
En 1983, il reçoit le titre d’honneur « d’Artiste émérite de Russie » et participe à l'Exposition Internationale de plein air de Wismut. Il effectue aussi une exposition personnelle à Moscou. 
L’Association Voukolov est créée en 1991 pour que Vive l’Europe des Cultures (AVVEC) pour un échange entre artistes de l’Est et de l’Ouest, à Forcalquier (Provence). En 2001, il est élu Membre correspondant de l’Académie russe des Beaux-Arts et participe à l’exposition « Expression de l’Esprit » à la galerie « Maison Natchokine » et au « Petit Manège » de Moscou. 
Le titre de « Peintre du Peuple » lui est accordé en 2004. Il est aussi récompensé par la médaille d’or de l’Académie Russe des Beaux-Arts en 2006 et participe à l’exposition « Russie ouverte » à Pékin.
En 2007 il est élu membre titulaire de l’Académie russe des Beaux-Arts à Moscou ou une exposition personnelle lui est consacrée de juin à juillet 2009.
En 1992, à l’initiative d’Oleg Voukolov, est inauguré le 24 octobre l’Association AVVEC « Pour que Vive l’Europe des Cultures ». L’association a pour but de favoriser l’essor des arts, de les protéger de l’influence accidentelle des modes et du marché en permettant aux artistes et autres créateurs de se consacrer en totalité à l’Art.